# Atis Slakteris
Atis Slakteris (nascut el 21 de novembre de 1956, al municipi de Bauska), és un polític letó, exministre de Defensa de Letònia. El 22 de gener de 2008 va ser nomenat Ministre d'Economia, reemplaçant Oskars Spurdziņš.
La primera cartera d'Atis Slakteris és el Ministeri d'Agricultura del 5 de maig de 2000 fins al 7 de novembre de 2002 en el govern d'Andris Bērziņš. És llavors ministre de Defensa del 9 de març de 2 de desembre de 2004 al Gabinet Emsis i el 8 d'abril de 2006 fins al 20 de desembre de 2007 del primer Gabinet Kalvītis i el segon Gabinet Kalvītis. També és part del segon Gabinet Godmanis com a Ministre d'Economia del 20 de desembre de 2007 fins al 12 març de 2009.
A finals de 2008, Slakteris va donar a una entrevista a Bloomberg sobre la crisi econòmica de 2008-2009, durant la qual va respondre a una pregunta relacionada amb les causes per les quals Letònia havia arribat a demanar diners al Fons Monetari Internacional amb la paraula "res especial" (nothing especial). Les frases "nasing spesal" (burlant-se del pobre anglès de Slakteris durant l'entrevista) i "my answer will be, but I will not say" (la meua resposta serà, però no la diré) es van convertir en mems populars a Letònia.